# Tigerair Australia
Tiger Airways Australia Pty Ltd, hoạt động với tên gọi Tigerair Australia, là một hãng hàng không chi phí thấp của Úc. Hãng bắt đầu cung cấp dịch vụ trong thị trường hàng không nội địa Úc vào ngày 23 tháng 11 năm 2007 với tên gọi Tiger Airways Australia. Nó là một công ty con thuộc sở hữu hoàn toàn của Virgin Australia Holdings. Hãng hàng không này có trụ sở tại Melbourne, Victoria, với cơ sở chính tại sân bay Melbourne.